# Partidas simultáneas de ajedrez

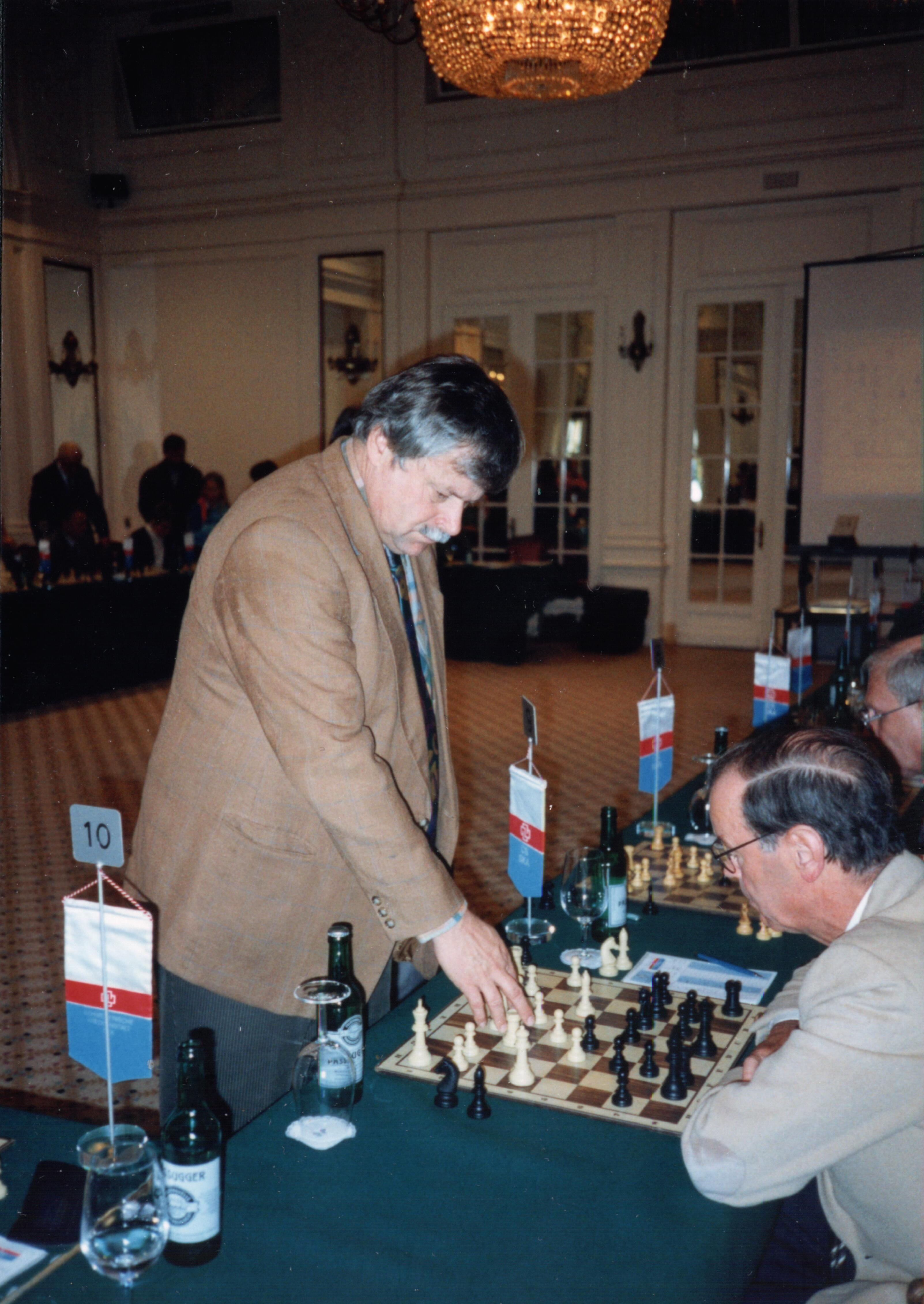
Vlastimil Hort jugando en partidas simultáneas en 1997

Las partidas simultáneas de ajedrez (también llamada exhibición simultánea de ajedrez, y comúnmente abreviada a simultáneas) es un evento en el que un jugador (por lo general un maestro o Gran Maestro) juega múltiples partidas de ajedrez a la vez contra varios jugadores (usualmente por debajo del rango de maestro).
Normalmente,en este tipo de exhibiciones suele haber 20 oponentes o más, y no se utilizan relojes. El exhibidor va de tablero en tablero en un orden fijado. Los tableros suelen estar ordenados en un gran círculo o cuadrado. Cuando el exhibidor llega a un tablero, primero espera a que mueva el oponente y luego efectúa su movimiento. El exhibidor puede tomarse una pequeña pausa para pensar antes de responder, pero no debe hacer pausas muy largas ya que entonces la exhibición se hace demasiado larga. En la mayoría de las simultáneas el exhibidor juega todas las partidas con las piezas blancas.
En las simultáneas cronometradas se utilizan relojes y se juega con un control de tiempo similar al de los torneos normales. Debido a que la presión del tiempo puede ser muy fuerte, en las simultáneas cronometradas el número de oponentes suele ser menor.
Ocasionalmente, grandes maestros han dado exhibiciones simultáneas de ajedrez a la ciega. En este caso, el exhibidor recibe verbalmente la indicación de los movimientos de sus oponentes a través de un árbitro o intermediario, e indicándole a su vez su movimiento para realizarlo en el tablero.